# Anepeorus
Anepeorus is een geslacht van haften (Ephemeroptera) uit de familie Heptageniidae.

## Soorten
Het geslacht Anepeorus omvat de volgende soorten:
- Anepeorus rusticus